# Desobediencia inteligente
El concepto de Desobediencia inteligente hace referencia a un animal de asistencia entrenado que es capaz de ir directamente en contra de las instrucciones de su dueño en su esfuerzo para tomar la decisión correcta para su ayuda.
Este comportamiento es una parte de su formación y es vital en el éxito del animal de servicio en su trabajo. El concepto de desobediencia inteligente se viene utilizando desde 1936.

## Ejemplos
Cuando una persona ciega desea cruzar una calle y da una instrucción a su perro guía para llevarlo a cabo, el perro debería rechazar moverse cuando tal acción pusiera a la persona en riesgo.
El animal entiende que contradice el comportamiento recibido para responder a las instrucciones de su dueño: en cambio, este toma una decisión alternativa porque el humano no está en una posición para decidirse sin peligro. El perro tiene capacidad para saber que actúa en beneficio de la persona.
En otro ejemplo, una persona con discapacidad debe comunicarse con su animal de tal modo que el animal pueda reconocer que su persona es consciente de su entorno y puede proceder sin peligro. Si una persona ciega desea bajar una escalera, un animal correctamente entrenado debe exponer desobediencia inteligente a moverse a menos que la persona haga saber al perro que tiene conocimiento de que existe una escalera por la que está a punto de bajar. Esta orden será específica para escalera y el animal no lo relacionará con bajar al arcén desde una acera o para inclinarse, por ejemplo.